# Креву
Креву (фр. Crévoux) је насељено место у Француској у региону Прованса-Алпи-Азурна обала, у департману Горњи Алпи.
По подацима из 2011. године у општини је живело 139 становника, а густина насељености је износила 2,47 становника/km².

## Демографија
| 1962. | 1968. | 1975. | 1982. | 1990. | 2011. |
| ----- | ----- | ----- | ----- | ----- | ----- |
| 159   | 131   | 127   | 115   | 117   | 139   |